# Käringöns landskommun
Käringöns landskommun var en tidigare kommun i dåvarande Göteborgs och Bohus län.

## Administrativ historik
I samband med att 1862 års kommunalförordningar trädde i kraft den 1 januari 1863 inrättades i Käringöns socken i Orusts västra härad i Bohuslän denna kommun.
I kommunen inrättades 29 september 1886 Käringöns municipalsamhälle.
Vid  kommunreformen 1952 uppgick kommunen med municipalsamhället i Morlanda landskommun som 1971 uppgick i Orusts kommun.